# Samsung GT-i8510
INNOV8 (inna nazwa: i8510) – smartfon firmy Samsung, zaprezentowany w październiku 2008 roku.
Telefon posiada ekran LCD TFT 2.8" o rozdzielczości 320x240 pikseli; jednak nie jest on dotykowy. Jako że jest to smartphone, producent podaje taktowanie procesora - jest to 330 MHz. Telefon posiada 8 lub 16 gigabajtów pamięci wewnętrznej (zależnie od wersji). INNOV8 pracuje pod kontrolą systemu operacyjnego Series 60 w 3 edycji (Symbian 9.3).

## Specyfikacja
- Ekran: 2.8", 320x240 pikseli, typ LCD TFT
- Procesor: 330 MHz, na architekturze ARM11
- Pamięć: 8 lub 16 GB
- System: Series 60 3rd Edition (bazuje na Symbianie 9.3)
- Aparat: 8 megapikseli, lampa LED, Autofocus
- Łączność: WiFi b/g, Bluetooth 2.0, USB 2.0
- Sieć: EDGE, GPRS, GSM, HSDPA

- Wymiary: 106.5 x 53.9 x 17.2 mm
- Waga: 136 gram